# Дікон Мітчелл
Дікон Мітчелл (8 жовтня 1978 , Парафія Сент-Девідd ) — гренадський політик і адвокат, що обіймає посаду прем'єр-міністра Гренади з 24 червня 2022 року та лідера Національного демократичного конгресу (NDC) з 2021 року 
Очолювана ним партія здобула перемогу на парламентських виборах 2022 року. 

## Раннє життя та юридична кар'єра
Мітчелл народився 8 жовтня 1978 року в парафії Сент-Девід. 
Здобув ступінь бакалавра права (з відзнакою) в Університеті Вест-Індії у Кейв-Гілл, а також здобув сертифікат з юридичної освіти в юридичній школі Г'ю Вудінга

в 2002 році 
.
Після закінчення навчання почав працювати асоційованим адвокатом у фірмі «Grant, Joseph & Co.» 
В 2017 році заснував власну фірму «Mitchell & Co.» 

## Політична кар'єра
Мітчелл був обраний лідером партії Національно-демократичний конгрес 31 жовтня 2021 року 
.

### Прем'єр-міністр Гренади
Національний демократичний конгрес переміг на загальних виборах 2022 року, здобувши трохи понад 51% голосів. 
Мітчелл відреагував на перемогу на виборах, оголосивши, що попросить генерал-губернатора оголосити 24 червня національним державним або державним святом, щоб «громадяни могли святкувати день визволення та перемогу, яку вони здобули для Гренади, Карріаку та Маленької Мартиніки». 

24 червня Мітчелл склав присягу як прем'єр-міністр Гренади, змінивши Кіт Мітчелла. 

Він пообіцяв покласти край кумівству та реформувати виборчу систему. 